# Élections parlementaires roumaines de 2020
Les élections parlementaires roumaines de 2020 ont lieu le 6 décembre 2020 afin de renouveler les deux chambres du parlement de la Roumanie,.
Le taux de participation se révèle historiquement bas, moins d'un tiers des inscrits ayant participé au scrutin. Les élections voient arriver en tête le Parti social-démocrate (PSD), dans l'opposition, suivi du Parti national libéral (PNL) du président Klaus Iohannis et du Premier ministre Ludovic Orban, longtemps jugé favori du scrutin avant un décrochage dans les sondages lié à sa gestion de la pandémie de Covid-19. Orban prend acte de ce revers et démissionne le lendemain du scrutin. Le succès d'une formation proche du PNL, l'Alliance 2020 USR-PLUS, arrivée troisième, permet néanmoins au parti de se maintenir au gouvernement. Le scrutin est par ailleurs marqué par le résultat surprise de l'Alliance pour l'unité des Roumains, un nouveau parti qui n'avait que très peu figuré dans les sondages.
Florin Cîțu devient Premier ministre d'un gouvernement de coalition PNL-USR-PLUS-UDMR.

## Contexte

### Dissensions entre présidence et gouvernement

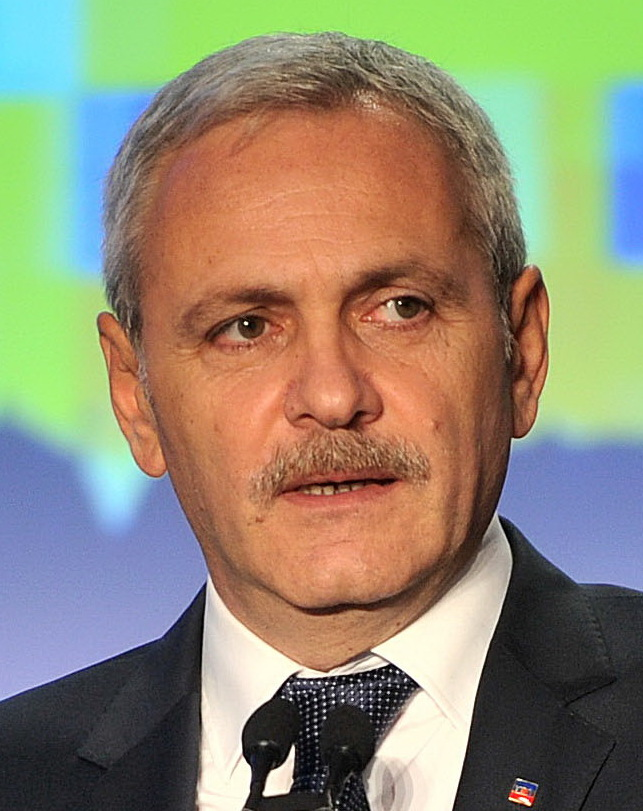
Liviu Dragnea.

Mihai Tudose.

Le pays est depuis plusieurs années le théâtre d'un bras de fer entre le président pro-européen Klaus Iohannis - soutenu par le Parti national libéral (PNL) et le Forum démocratique des Allemands de Roumanie (FDGR/DFDR) - et le gouvernement mené par le Parti social-démocrate (PSD), dirigé successivement par Mihai Tudose puis Viorica Dăncilă. Le chef d'État et le gouvernement s'affrontent en particulier sur des réformes liées à la justice et à la lutte contre la corruption,. Cette opposition conduit notamment à la mise à référendum par Iohannis de deux propositions sur ces thèmes le 26 mai 2019.
La population est amenée à se prononcer sur deux questions. La première porte sur l'interdiction des pardons et des amnisties en faveur de personnes condamnées pour corruption. La seconde propose quant à elle d'interdire au gouvernement de recourir à des ordonnances d'urgence dans le domaine judiciaire, et à faciliter le droit de recours à la Cour constitutionnelle contre ce type d'ordonnance.
Les deux propositions sont approuvées par plus de 80 % des votants, pour un taux de participation qui, bien que ne s'élevant qu'à un peu plus de 40 %, se révèle plus important qu'attendu, et permet une validation des résultats par franchissement des quorum exigés. Le référendum est par conséquent vu comme un désaveu de la coalition au pouvoir qui avait appelée au boycott, et un soutien à la lutte anti corruption du président Iohannis.

### Pré-campagne et chute du gouvernement

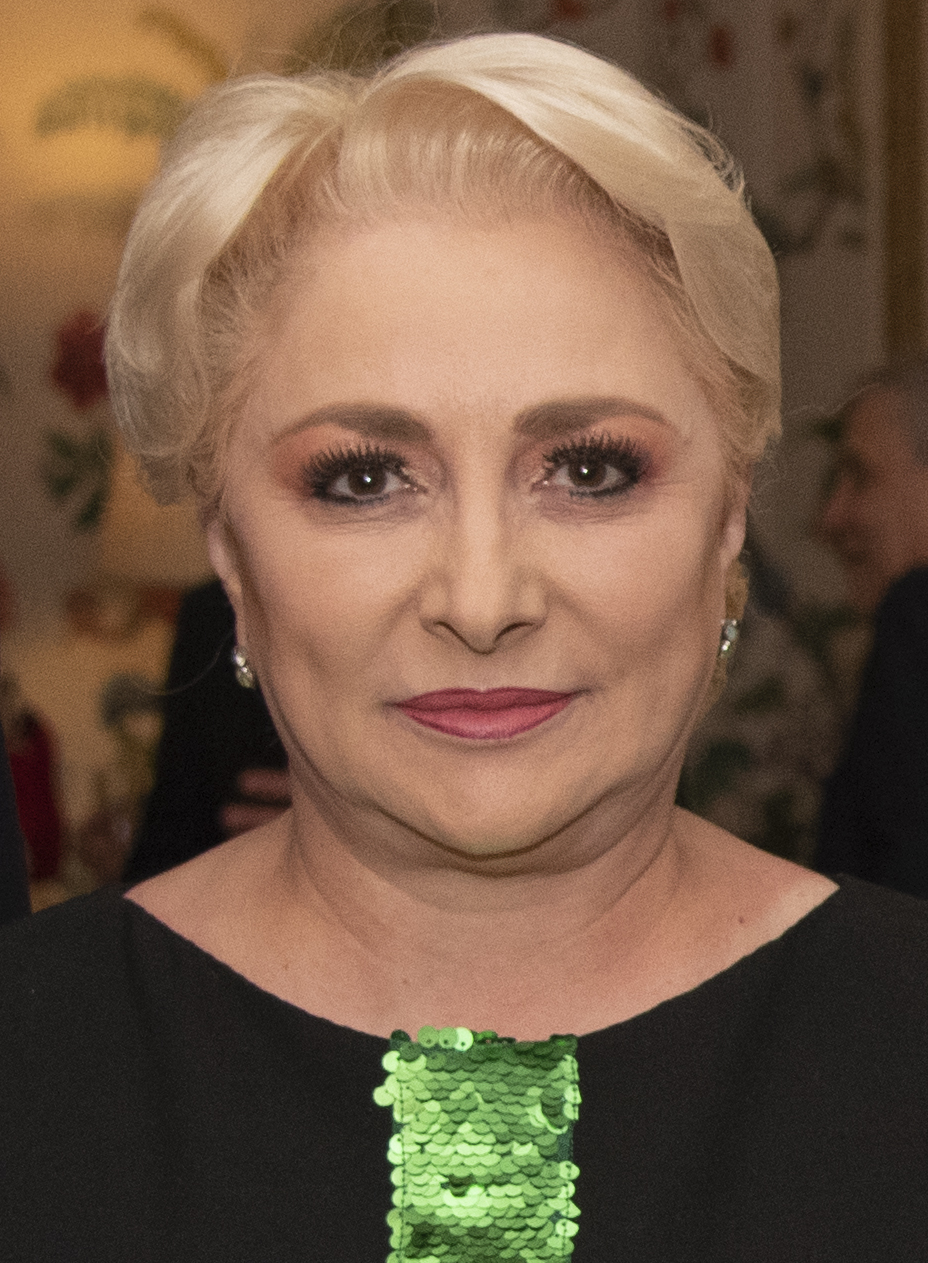
Viorica Dăncilă en 2019.

Le 23 juillet 2019, la Première ministre Viorica Dăncilă est désignée candidate à l'élection présidentielle roumaine de novembre suivant. Le 26 août, du fait de cette désignation par le PSD, plutôt que de soutenir Călin Popescu-Tăriceanu, candidat de l'Alliance des libéraux et démocrates (ALDE), ce dernier quitte la coalition gouvernementale. Dăncilă a alors 45 jours pour convoquer un nouveau vote de confiance et de chercher de nouveaux alliés. Cette rupture a lieu à la suite de l'incarcération en mai de la même année de Liviu Dragnea, ancien président de la Chambre des députés et chef du PSD, au pouvoir depuis 2016. Le lendemain, l'Union démocrate magyare de Roumanie (UDMR/RMDSZ), qui a soutenu le gouvernement du PSD jusqu'en juin 2019, rejette une proposition de soutenir le gouvernement en échange d'y entrer.
Fin août, le président Iohannis rejette les nominations de nouveaux ministres par le PSD, exigeant à la place un vote de confiance.
Le gouvernement est renversé le 10 octobre, à l'issue de l'adoption de la quatrième motion de censure déposée à son encontre, votée par 238 voix favorables, soit cinq de plus que la majorité requise,. Le président Klaus Iohannis doit tenir des consultations pour la formation d'une nouvelle coalition gouvernementale. Des élections anticipées peuvent aussi être convoquées si la majorité des députés s'y résignent. Cette solution a les faveurs du président et du Parti national libéral (PNL) dont il est issu et de l'Union sauvez la Roumanie (USR).

### Formation d'un nouveau gouvernement

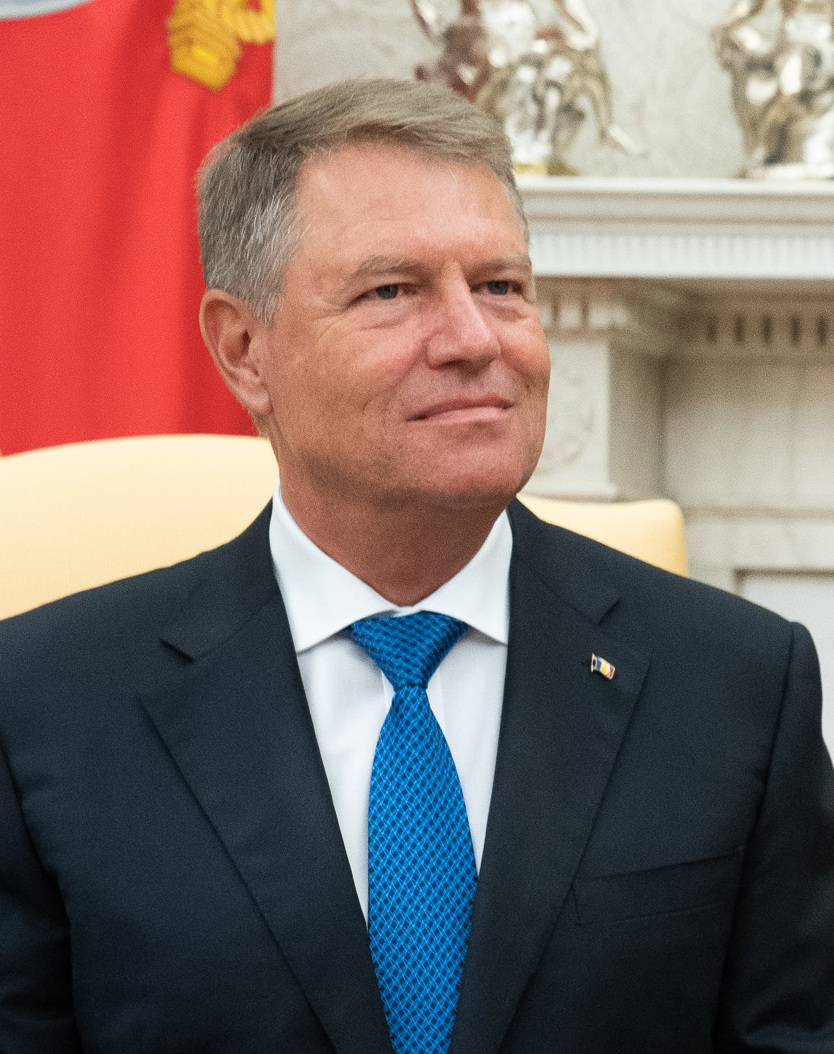
Klaus Iohannis

Le 11 octobre, le président Iohannis annonce la nomination prochaine d'un nouveau Premier ministre d'ici le 15 octobre, affirmant que le prochain gouvernement devrait être issu du PNL. Celui-ci soutient la candidature de son président Ludovic Orban.
Le 15 octobre, Orban est formellement chargé de former un gouvernement par le président Iohannis. Il a dix jours pour obtenir la confiance du Parlement roumain. Tandis que Pro Romania (PRO) a exprimé son refus de soutenir un tel gouvernement, l'Union sauvez la Roumanie (USR) — qui plaide pour des élections anticipées — et l'Union démocrate magyare de Roumanie (UDMR/RMDSZ), disent ne pas exclure un possible soutien parlementaire conditionnel à ce gouvernement.

### Crise politique de février-mars 2020
Le gouvernement Orban est renversé le 5 février 2020 par une motion de censure déposée par l'opposition sociale-démocrate, qui s'oppose au projet de loi de réforme du Code électoral prévoyant le rétablissement du scrutin à deux tours pour l'élection des maires. La motion recueille 261 suffrages favorables, soit 28 de plus que le minimum requis.
Le 6 février, Orban est chargé de former un nouveau gouvernement. Le projet de réforme du système électoral et la reconduction d'Orban sont une stratégie du président Iohannis pour obtenir des élections anticipées,. Le 10 février, Orban annonce une composition gouvernementale identique à celle votée en novembre 2019. Le vote de confiance est prévu pour le 24 février. Celui-ci est reporté du fait du quorum non atteint. Le jour même, la Cour constitutionnelle demande à Iohannis de nommer un autre Premier ministre. Le 26 février, le ministre des Finances Florin Cîțu est chargé de former un gouvernement. Le 12 mars, jour du vote d'investiture, il retire sa candidature.

### Pandémie de Covid-19

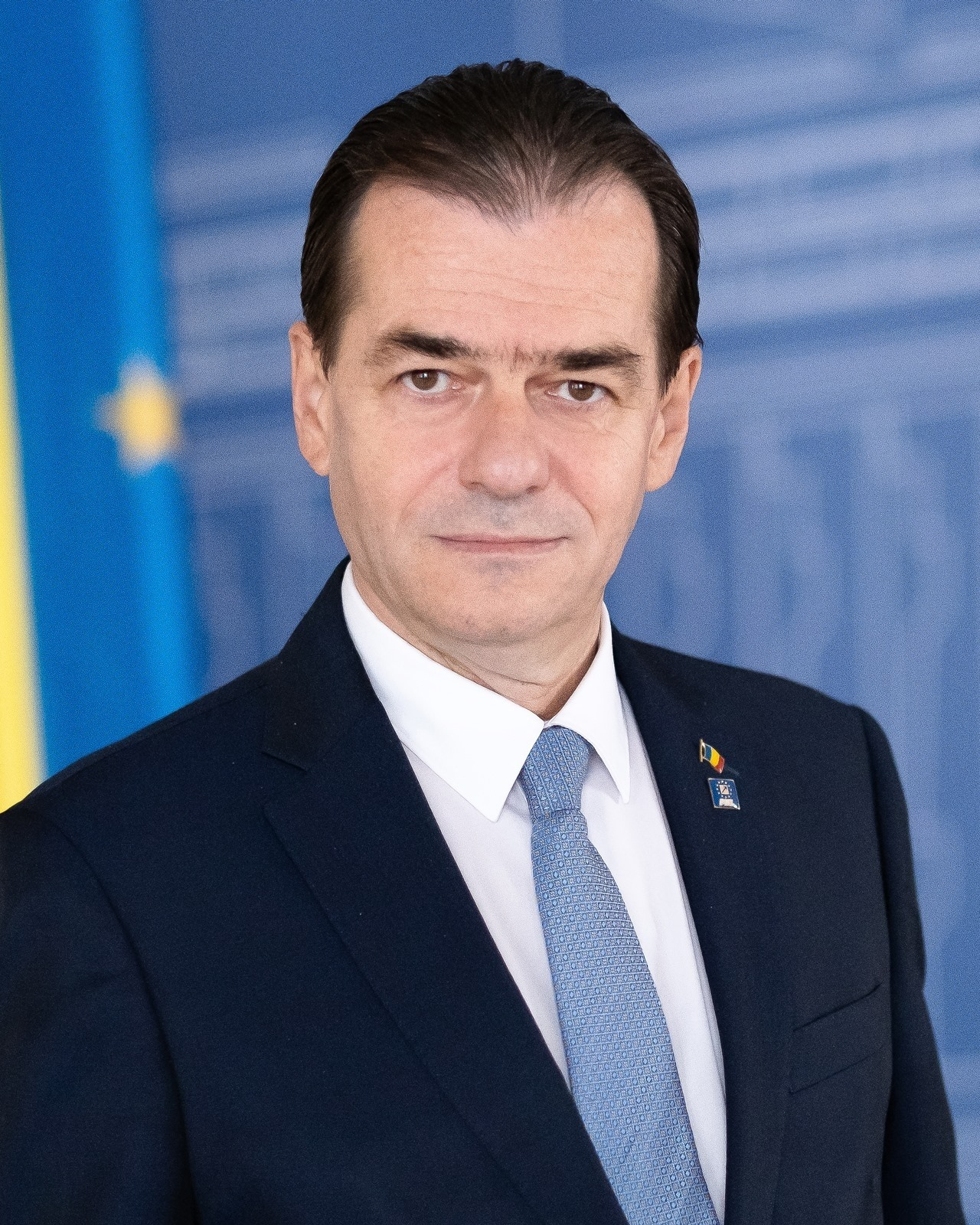
Ludovic Orban en 2020.

À cause de la pandémie de Covid-19, les différents partis rallient la proposition de ne pas tenir d'élections anticipées et privilégient la mise en place d'un gouvernement de plein exercice. Par ailleurs, la Cour constitutionnelle a décidé que le délais de 60 jours avant la tenue d'un scrutin anticipé débutait le jour de la nomination de Cîțu. Enfin, un consensus des partis est nécessaire avant toute dissolution, même si deux candidatures au poste de Premier ministre sont rejetées.
Le 13 mars, Orban est de nouveau chargé de former un gouvernement. Il annonce une composition identique à celle de son gouvernement formé en novembre.
Le Parlement, réuni en séance commune le 14 mars, vote la confiance au gouvernement Orban II, seuls le parti Pro Romania (PRO) de Victor Ponta et des parlementaires indépendants s'y opposant. Cette investiture à peine minuit après la désignation d'Orban constitue un record depuis la chute du communisme. L'assermentation des ministres, prévue le soir même au palais Cotroceni, est soumise à des mesures sanitaires particulières dans la mesure où la plupart des ministres se sont placés en confinement après qu'un député du PNL a été testé positif au Covid-19.
Le 28 avril 2020, le président Iohannis évoque la possibilité de reporter le scrutin après 2020 si la pandémie n'est pas endiguée. Le 29 juin, le Premier ministre Orban annonce que le scrutin doit être organisé avant le 6 décembre et que sa date sera fixée en concertation avec les partis représentés au Parlement.
Le PSD dépose une nouvelle motion de censure le 20 août. Elle est rejetée le 31 août pour cause de quorum non atteint.

## Mode de scrutin
Le mode de scrutin pour l'élection des députés et des sénateurs a été modifié en 2015. La nouvelle loi électorale, promulguée le 20 juillet 2015 par le président Klaus Iohannis, accorde un député pour 73 000 habitants et un sénateur pour 168 000 habitants. Par conséquent, 308 députés et 135 sénateurs sont à élire, auxquels s'ajoutent les 18 députés représentants les minorités nationales et les quatre députés et les deux sénateurs représentants la diaspora.
La nouvelle loi électorale marque le retour à un scrutin proportionnel plurinominal dans le cadre des județe tant pour le Sénat que pour la Chambre des députés.
Les partis doivent dépasser le seuil électoral de 5 % des suffrages exprimés pour obtenir une représentation parlementaire, alors que les alliances électorales doivent atteindre 8 à 10 % de ces suffrages. Pour la première fois, les Roumains vivant à l'étranger peuvent voter par correspondance, afin d'éviter les difficultés d'organisation de vote ayant eu lieu lors de l'élection présidentielle de 2014.

### Sondages

Intentions de vote en vue des élections parlementaires de 2020.

## Campagne
La campagne a lieu du 6 novembre au 5 décembre 2020.

### Principaux partis politiques
| Parti et coalition | Parti et coalition                                                                                        | Président      | Idéologie                                                                         | Sièges en 2016 | Sièges en 2016 |
| Parti et coalition | Parti et coalition                                                                                        | Président      | Idéologie                                                                         | Députés        | Sénateurs      |
| ------------------ | --- | -------------- | --------------------------------------------------------------------------------- | -------------- | -------------- |
|                    | Parti social-démocrate Partidul Social Democrat (PSD)                                                     | Marcel Ciolacu | Centre gauche Social-démocratie, Conservatisme social, populisme                  | 154            | 67             |
|                    | Parti national libéral Partidul Național Liberal (PNL)                                                    | Ludovic Orban  | Centre droit Libéral-conservatisme, europhilie                                    | 69             | 30             |
|                    | Union sauvez la Roumanie Uniunea Salvați România (USR)                                                    | Dan Barna      | Centre droit Europhilie, anti-corruption                                          | 30             | 13             |
|                    | Union démocrate magyare de Roumanie Uniunea Democrată Maghiară din România (UDMR/RMDSZ)                   | Hunor Kelemen  | Centre droit Défense des droits des magyars de Roumanie, régionalisme             | 21             | 9              |
|                    | Parti Mouvement populaire Partidul Mișcarea Populară (PMP)                                                | Eugen Tomac    | Centre droit Libéral-conservatisme, démocratie chrétienne, libéralisme économique | 18             | 8              |
|                    | Pro Romania PRO România (PRO)                                                                             | Victor Ponta   | Centre Social-libéralisme, europhilie                                             | Issu de l'ALDE | Issu de l'ALDE |
|                    | Parti de la liberté, de l'unité et de la solidarité Partidul Libertății, Unității și Solidarității (PLUS) | Dacian Cioloș  | Centre droit Europhilie, libéralisme, anti-corruption                             | Nouveau        | Nouveau        |
|                    | Alliance pour l'unité des Roumains Alianța pentru Unirea Românilor (AUR)                                  | George Simion  | Extrême droite Nationalisme, droite chrétienne, conservatisme social              | Nouveau        | Nouveau        |

## Résultats

### Chambre des députés
|                           |                                                  |            |       |       |        |               |  |  |  |
| Parti                     | Parti                                            | Voix       | %     | +/-   | Sièges | +/-           |  |  |  |
|                           | Parti social-démocrate (PSD)                     | 1 705 777  | 28,90 | 16,58 | 110    | 44            |  |  |  |
|                           | Parti national libéral (PNL)                     | 1 486 401  | 25,19 | 5,15  | 93     | 24            |  |  |  |
|                           | Alliance 2020 USR-PLUS (USR-PLUS)                | 906 962    | 15,37 | 6,50  | 55     | 25            |  |  |  |
|                           | Alliance pour l'unité des Roumains (AUR)         | 535 828    | 9,08  | Nv.   | 33     | 33            |  |  |  |
|                           | Union démocrate magyare de Roumanie (UDMR/RMDSZ) | 339 030    | 5,74  | 0,45  | 21     | en stagnation |  |  |  |
|                           | Parti Mouvement populaire (PMP)                  | 284 501    | 4,82  | 0,53  | 0      | 18            |  |  |  |
|                           | Pro Romania Social libéral (PRO)                 | 241 267    | 4,09  | 1,53  | 0      | 20            |  |  |  |
|                           | Parti écologiste roumain (PER)                   | 65 807     | 1,12  | 0,23  | 0      | en stagnation |  |  |  |
|                           | Parti du pouvoir humaniste (PPU-SL)              | 59 465     | 1,01  | 0,97  | 0      | en stagnation |  |  |  |
|                           | Parti de la Grande Roumanie (PRM)                | 32 654     | 0,55  | 0,49  | 0      | en stagnation |  |  |  |
|                           | Alliance renaissance nationale (ARN)             | 21 662     | 0,37  | Nv.   | 0      | en stagnation |  |  |  |
|                           | Parti vert (PV)                                  | 20 614     | 0,35  | 0,34  | 0      | en stagnation |  |  |  |
|                           | Parti socialiste roumain (PSR)                   | 19 693     | 0,33  | 0,02  | 0      | en stagnation |  |  |  |
|                           | Parti de la Nouvelle Roumanie (PNR)              | 14 089     | 0,24  | 0,21  | 0      | en stagnation |  |  |  |
|                           | Partis des minorités ethniques de Roumanie       | 98 681     | 1,67  | 0,30  | 18     | 1             |  |  |  |
|                           | Autres partis                                    | 13 138     | 0,22  | –     | 0      | –             |  |  |  |
|                           | Indépendants                                     | 56 346     | 0,95  | 0,14  | 0      | en stagnation |  |  |  |
|                           |                                                  |            |       |       |        |               |  |  |  |
| Suffrages exprimés        | Suffrages exprimés                               | 5 901 915  | 97,41 |       |        |               |  |  |  |
| Votes blancs et invalides | Votes blancs et invalides                        | 155 859    | 2,57  |       |        |               |  |  |  |
| Total                     | Total                                            | 6 057 774  | 100   | –     | 330    | 1             |  |  |  |
| Abstentions               | Abstentions                                      | 12 906 868 | 68,06 |       |        |               |  |  |  |
| Inscrits/Participation    | Inscrits/Participation                           | 18 964 642 | 31,94 |       |        |               |  |  |  |

### Sénat
|                           |                                                  |            |       |       |        |               |  |  |  |
| Parti                     | Parti                                            | Voix       | %     | +/-   | Sièges | +/-           |  |  |  |
|                           | Parti social-démocrate (PSD)                     | 1 732 276  | 29,32 | 16,36 | 47     | 20            |  |  |  |
|                           | Parti national libéral (PNL)                     | 1 511 225  | 25,58 | 5,16  | 41     | 11            |  |  |  |
|                           | Alliance 2020 USR-PLUS (USR-PLUS)                | 936 862    | 15,86 | 6,94  | 25     | 12            |  |  |  |
|                           | Alliance pour l'unité des Roumains (AUR)         | 541 935    | 9,17  | Nv.   | 14     | 14            |  |  |  |
|                           | Union démocrate magyare de Roumanie (UDMR/RMDSZ) | 348 262    | 5,89  | 0,35  | 9      | en stagnation |  |  |  |
|                           | Parti Mouvement populaire (PMP)                  | 291 484    | 4,93  | 0,72  | 0      | 8             |  |  |  |
|                           | Pro Romania Social libéral (PRO)                 | 244 225    | 4,13  | 1,88  | 0      | 9             |  |  |  |
|                           | Parti écologiste roumain (PER)                   | 78 654     | 1,33  | 0,24  | 0      | en stagnation |  |  |  |
|                           | Parti du pouvoir humaniste (PPU-SL)              | 70 536     | 1,19  | 1,15  | 0      | en stagnation |  |  |  |
|                           | Parti de la Grande Roumanie (PRM)                | 38 474     | 0,65  | 0,53  | 0      | en stagnation |  |  |  |
|                           | Alliance renaissance nationale (ARN)             | 23 773     | 0,40  | Nv.   | 0      | en stagnation |  |  |  |
|                           | Parti socialiste roumain (PSR)                   | 23 093     | 0,39  | 0,08  | 0      | en stagnation |  |  |  |
|                           | Parti vert (PV)                                  | 23 085     | 0,39  | 0,38  | 0      | en stagnation |  |  |  |
|                           | Parti de la Nouvelle Roumanie (PNR)              | 19 516     | 0,33  | 0,30  | 0      | en stagnation |  |  |  |
|                           | Autres partis                                    | 17 491     | 0,30  | –     | 0      | en stagnation |  |  |  |
|                           | Indépendants                                     | 7 440      | 0,13  | 0,17  | 0      | en stagnation |  |  |  |
|                           |                                                  |            |       |       |        |               |  |  |  |
| Suffrages exprimés        | Suffrages exprimés                               | 5 908 331  | 97,53 |       |        |               |  |  |  |
| Votes blancs et invalides | Votes blancs et invalides                        | 149 429    | 2,47  |       |        |               |  |  |  |
| Total                     | Total                                            | 6 057 760  | 100   | –     | 136    | en stagnation |  |  |  |
| Abstentions               | Abstentions                                      | 12 906 882 | 68,06 |       |        |               |  |  |  |
| Inscrits/Participation    | Inscrits/Participation                           | 18 964 642 | 31,94 |       |        |               |  |  |  |

## Galerie

Participation par heure par Județ
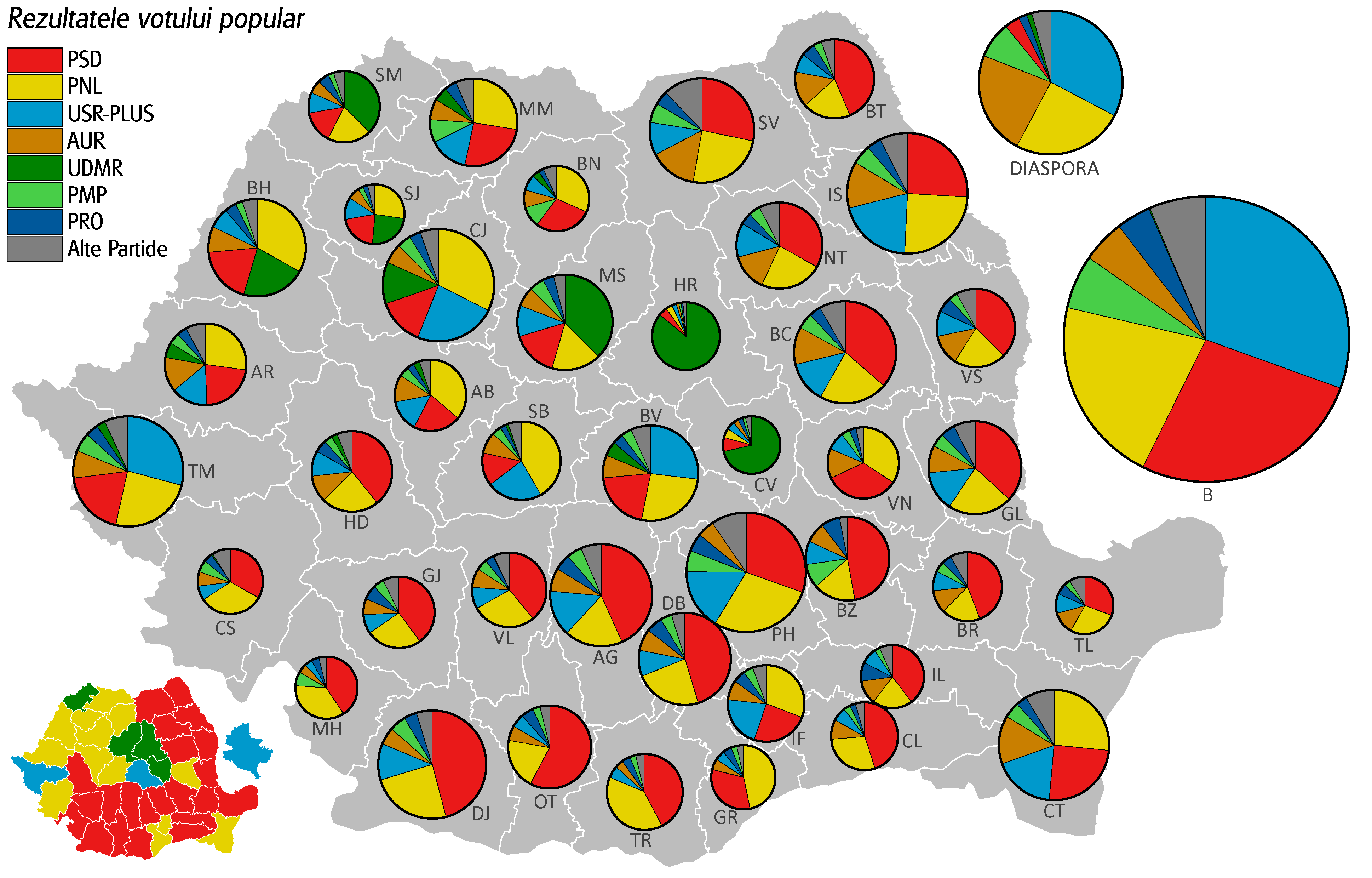
Part des suffrages par Județ
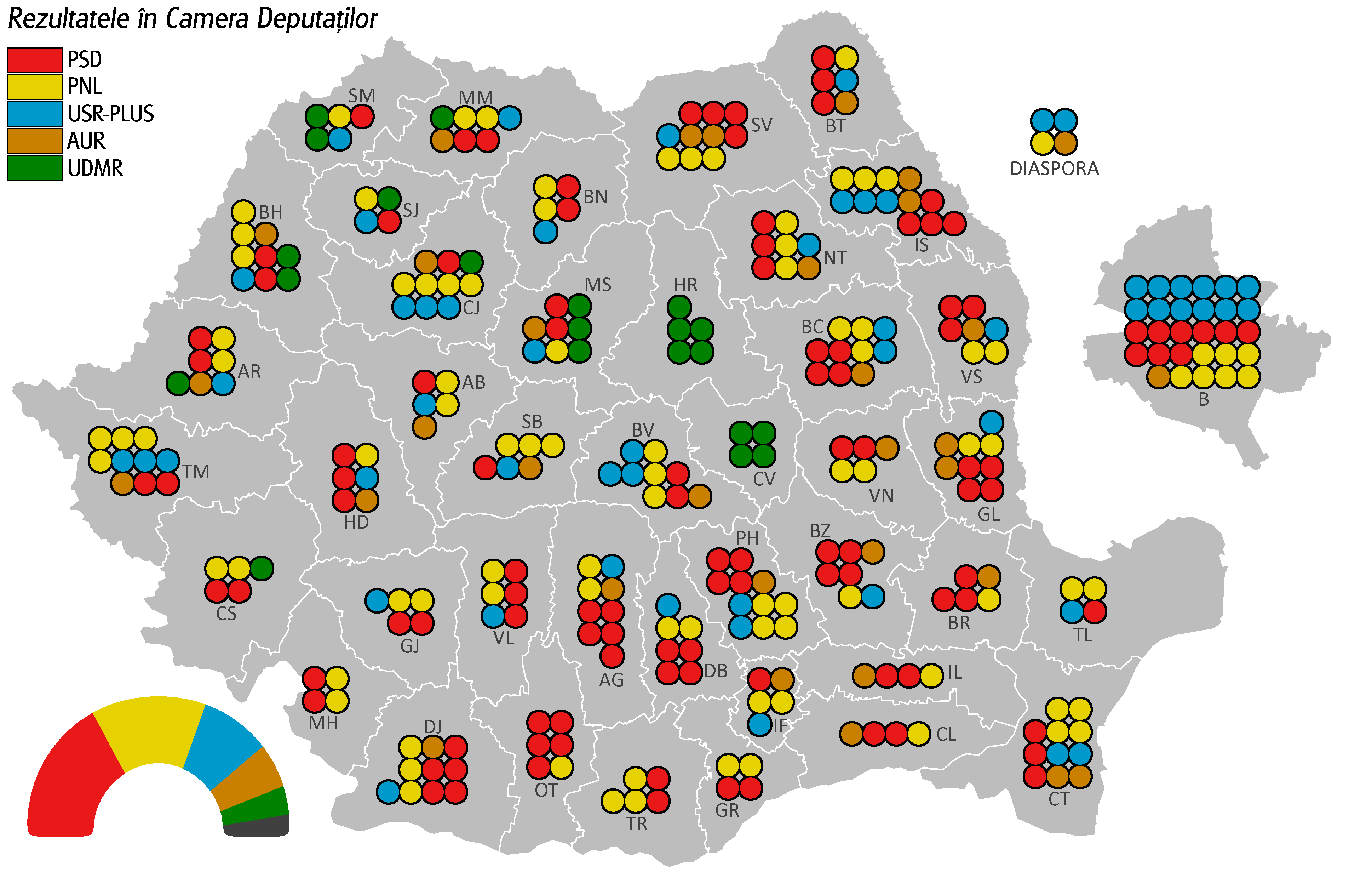
Sièges de députés par Județ
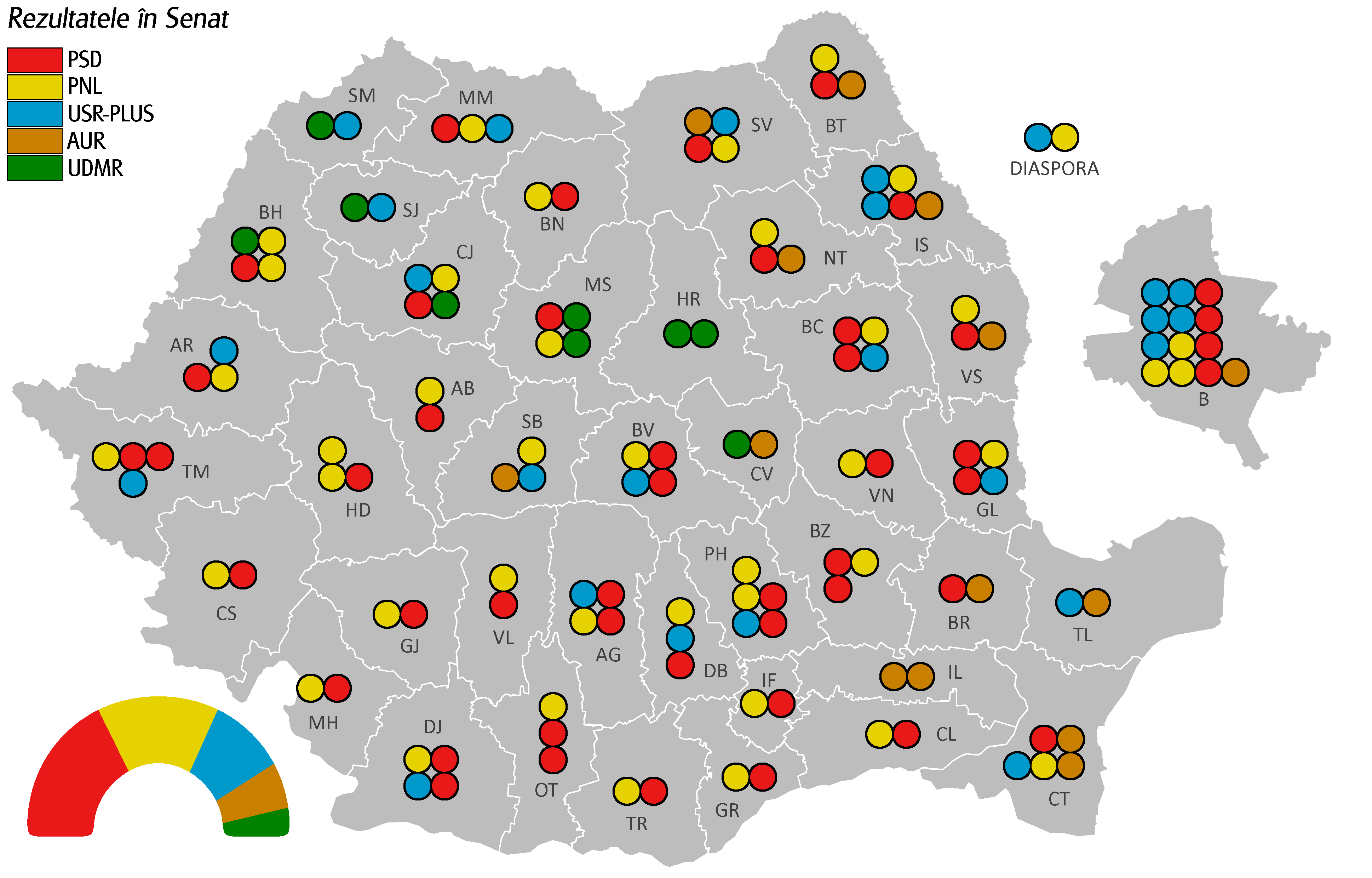
Sièges de sénateurs par Județ

## Analyse
Malgré l'arrivée en tête du Parti social-démocrate (PSD), le scrutin est perçu comme une victoire pour le Parti national libéral (PNL) et l'Alliance 2020 USR-PLUS — composée de l'Union sauvez la Roumanie (USR) et du Parti de la liberté, de l'unité et de la solidarité (PLUS) —, ceux-ci étant arrivés en deuxième et troisième position avec des résultats cumulés plus importants, augurant d'un gouvernement de coalition entre les deux formations. Le résultat de l'USR-PLUS, formés de petit partis récents issus des milieux associatifs, voit l'entrée au parlement d'élus plus jeunes et plus centristes qu'à la législature précédente,.
L'Alliance pour l'unité des Roumains (AUR) crée quant à elle la surprise en faisant son entrée au parlement, portée par un discours axé sur la famille, les valeurs chrétiennes et l'opposition aux mesures sanitaires de lutte contre la pandémie de Covid-19. Quasi inconnue jusqu'alors, la formation n'avait pas été incluse dans la plupart des sondages d'opinions,.

## Formation du gouvernement

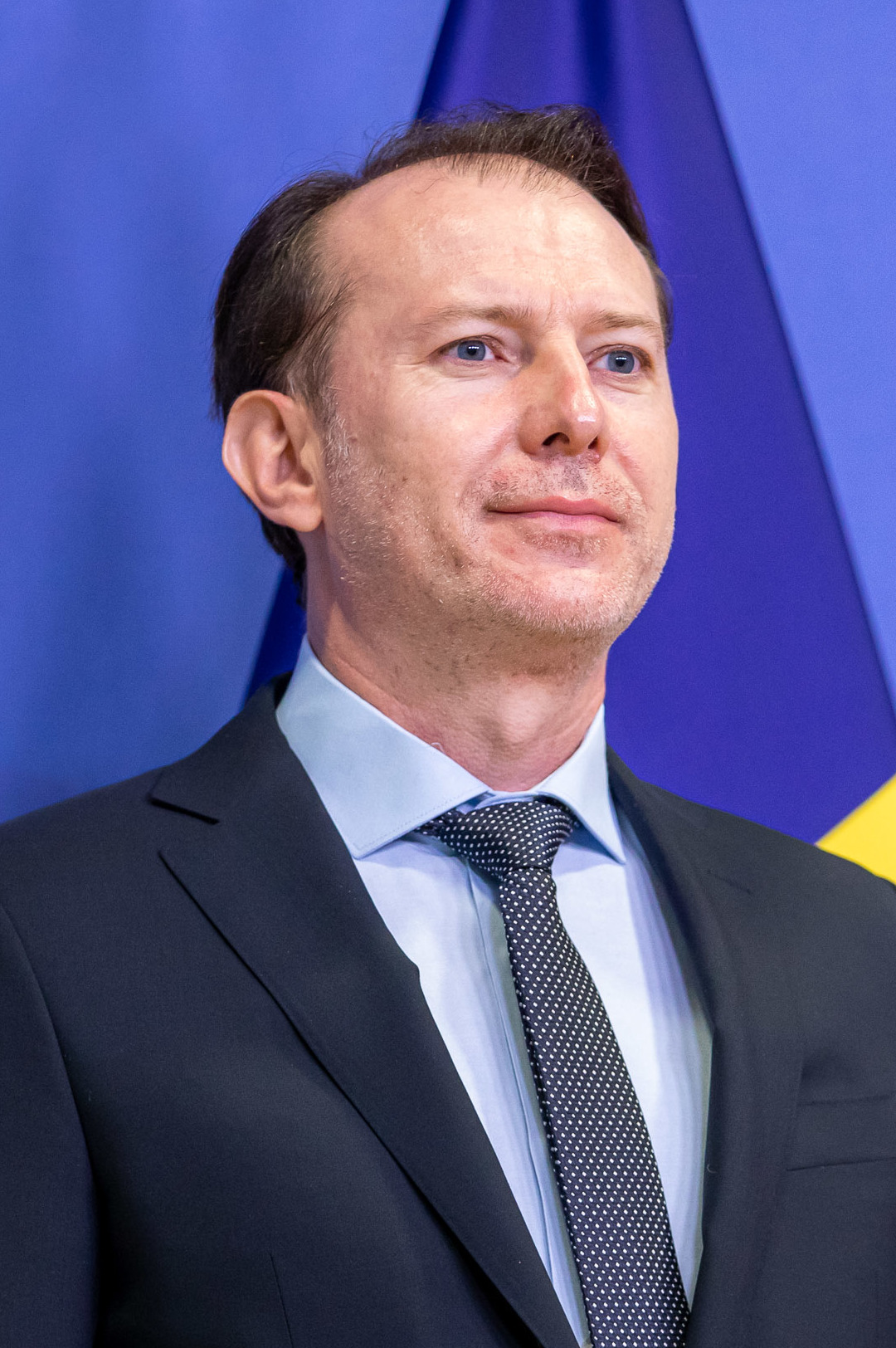
Florin Cîțu en 2021.

L'ancien Premier ministre roumain, Dacian Cioloș, déclare à la suite des élections qu'au vu de la structure parlementaire à cinq partis issue des élections, la prochaine coalition gouvernementale sera composée du PNL, d'USR-PLUS et de l'UDMR/RMDSZ.
Le président du Parti social-démocrate (PSD), Marcel Ciolacu, annonce qu'il mènera des discussions avec le président de l'AUR George Simion dans le cadre d'une possible collaboration au parlement mais exclut de former un gouvernement avec cette formation.
Cristian Ghinea, un des ténors de l'USR-PLUS, invite le PNL à des discussions pour la formation d'un gouvernement, mais indique également que son parti n'acceptera pas n'importe quels ministères. Dans le cadre des discussions, l'USR-PLUS vise à négocier plusieurs mesures telles que le vote au parlement de l'initiative « Pas de criminels dans les fonctions publiques », la réduction à 300 du nombre de parlementaires, l'organisation d'un référendum pour modifier la constitution trois mois après la fin de la pandémie, l'élimination des pensions spéciales pour les parlementaires et les maires, et l'élection en deux tours des maires.
Le Premier ministre Ludovic Orban démissionne dès le lendemain du scrutin au vu de l'échec de son parti a décrocher la première place. Il affirme ainsi vouloir faciliter las négociations en vue de la formation d'un nouveau gouvernement. Le ministre de la Défense Nicolae Ciucă est nommé par Klaus Iohannis pour assurer l'intérim.
Le PNL, après une rencontre entre Ludovic Orban et Klaus Iohannis, choisit le ministre des Finances publiques Florin Cîțu comme candidat au poste de Premier ministre, tandis qu'Orban est proposé pour occuper la présidence de la Chambre des députés. Il est ainsi préféré à Nicolae Ciucă — l'alliance USR-PLUS s'opposant au choix d'un militaire pour conduire le gouvernement — et au ministre des Fonds européens Ioan-Marcel Boloș. Le PSD décide pour sa part de proposer la candidature du technocrate Alexandru Rafila, candidat sur ses listes et expert en santé, tandis qu'USR-PLUS confie ce rôle à Dacian Cioloș. L'USR-PLUS se montre disposé à accepter la candidature de Cîțu, en échange de la présidence de la Chambre pour Dan Barna. Cependant, le 18 décembre, les trois partis se mettent d'accord sur un gouvernement de coalition dirigé par Cîțu, avec huit ministre pour le PNL, sept pour l'USR-PLUS et trois pour l'UDMR. Orban obtient comme prévu la présidence de la Chambre des députés, et l'USR-PLUS celle du Sénat pour Anca Paliu Dragu. Le 23 décembre, le nouveau gouvernement est investi avec 260 voix pour et 186 contre.